# گینتاما: پایان
گینتاما: پایان (銀魂 THE FINAL)، یک فیلم پویانمایی اکشن کمدی ژاپنی محصول سال ۲۰۲۱ ساخته باندایی نامکو پیکچرز است. این فیلم بر اساس مانگا و مجموعه انیمه‌های گینتاما، به عنوان پایانی برای خط داستانی مجموعه انیمه عمل می‌کند. کارگردانی از مجموعه انیمیشن چیزورو میاواکی و بر اساس داستانی از هیده‌آکی سوراچی، نویسنده اصلی گینتاما ساخته شده است. توموکازو سوگیتا، دایسوکه ساکاگوچی، ریه کوگیمیا از جمله بازیگران دیگری هستند. این فیلم در ۸ ژانویه ۲۰۲۱ اکران شد.
یک انیمه ویژه گینتاما: نیمه نهایی، که به این فیلم مرتبط است، در ۱۵ ژانویه ۲۰۲۱ در سرویس آنلاین dTV به نمایش درآمد و قسمت دوم آن در ۲۰ ژانویه منتشر شد. این خلاء بین پایان انیمه تلویزیونی و فیلم را پر می‌کند.

## صداپیشه‌ها
| شخصیت                 | ژاپنی            | انگلیسی         |
| --------------------- | ---------------- | --------------- |
| گینتوکی ساکاتا        | توموکازو سوگیتا  | مایکل دنگرفیلد  |
| شینپاچی شیمورا        | دایسوکه ساکاگوچی | کول هاوارد      |
| کاگورا                | ریه کوگیمیا      | جوسلین لوون     |
| کوتارو کاتسورا        | آکیرا ایشیدا     | جو دنیلز        |
| شینسوکه تاکاسوگی      | تاکه‌هیتو کویاسو  | کایل کولبی جونز |
| ایسائو کوندو          | سوسومو چیبا      | TBA             |
| توشیرو هیجیکاتا       | کازویا ناکای     | TBA             |
| سوگو اوکیتا           | کنیچی سوزومورا   | TBA             |
| شویو یوشیدا / اوتسورو | کوئیچی یامادرا   | آدام گیبس       |

## یادداشت
1. ↑  Story (ストーリー؟)

## پیوند بیرونی
- وبگاه رسمی (به ژاپنی)
- گینتاما: پایان در بانک اطلاعات اینترنتی فیلم‌ها (IMDb)
- گینتاما: پایان (فیلم) در دانشنامهٔ انیمه نیوز نتورک